# Malimono
Malimono è una municipalità di quinta classe delle Filippine, situata nella Provincia di Surigao del Norte, nella Regione di Caraga.
Malimono è formata da 14 baranggay:
- Bunyasan
- Can-aga
- Cansayong
- Cantapoy
- Cagtinae
- Cayawan
- Doro (Binocaran)
- Hanagdong
- Karihatag
- Masgad
- Pili
- San Isidro (Pob.)
- Tinago
- Villariza